# Єнджейовський Франц Миколайович
Єнджейовський Франц Миколайович (15 серпня 1888 — 23 березня 1978) — юрист, організатор українського спорту на Буковині, поручник УГА. 

## Життєпис
Народився у м. Сторожинець на Буковині у родині землевласника. Початкову освіту здобув у Сторожинці, середню — у другій державній українсько-німецькійгімназії в Чернівцях (1900—1905) та другій державній українсько-польській гімназії у Львові (1905—1908), де склав матеральні іспити (1908). Отримав абсолюторіум на юридичному факультеті Чернівецького університету (3 травня 1913 року). У 1913—1920 рр. працював адвокатським конципієнтом (кандидатом) у суді в Сторожинці (з перервою на роки військової служби).
Після розвалу Австро-Угорщини став на службу в українську армію як четар 2-го полку стрільців Галицької армії в Станиславові. 31 січня 1919 року іменований поручником ГА.
Восени 1920 року поступив на службу в міську управу (примарію) м. Чернівці, де працював заступником директора, згодом на керівних посадах на Чернівецькій електростанції.
З листопада 1908 — член правління товариства українських студентів «Січ» у Чернівцях. З травня 1910 — член-засновник, згодом батько українського академічного козацтва «Запороже» в Чернівцях.
Засновник, почесний член та 1-й голова українського спортивного товариства «Довбуш». 1925 року ініціював заснування Кубка Західної України; автор концепції турніру, відповідно до котрої щосезону 4 клуби представляли різні регіони Західної України (Буковину, Галичину, Волинь, Закарпаття).